# Qiang Huang
Qiang Huang (chinesisch 强黄, Pinyin Qiàng Huáng; * 11. April 1982) ist ein chinesischer Wasserspringer, der seit 2012 für Malaysia startet.
Qiang feierte seine ersten Erfolge im 10-m-Turm- und Synchronspringen. Mit 16 Jahren gewann er bei den Asienspielen 1998 in Bangkok die Silbermedaille vom Turm. Er wurde zusammen mit Tian Liang für das 10-m-Synchronspringen der Olympischen Spiele 2000 in Sydney nominiert. Das Duo galt als Favorit auf Olympiagold, Qiang aber musste seine Teilnahme wenige Tage vor Beginn des Wettkampfs krankheitsbedingt absagen. Weitere Teilnahmen an den großen internationalen Wettkämpfen erreichte Qiang in den folgenden Jahren nicht mehr. Im Jahr 2006 verließ er die chinesische Nationalmannschaft.
Sechs Jahre später kehrte Qiang zum Wasserspringen zurück, er startet jetzt für Malaysia im 3-m-Kunst- und Synchronspringen und trainiert unter Yang Zhuliang. Gleich im ersten Jahr feierte er in Synchronwettbewerben mit Bryan Lomas Erfolge. Das Duo gewann zwei Wettbewerbe im Rahmen des FINA-Diving-Grand Prix und wurde beim Weltcup in London überraschend Dritter, was die Qualifikation für die Olympischen Spiele 2012 bedeutete.